# Fearless Fools
Fearless Fools è un cortometraggio muto del 1924 scritto e diretto da Noel M. Smith.

## Produzione
Il film fu prodotto dalla Century Film.

## Distribuzione
Distribuito dall'Universal Pictures, il film - un cortometraggio in due bobine - uscì nelle sale cinematografiche USA il 4 giugno 1924.